# Denkmalschutzgesetz (Mecklenburg-Vorpommern)

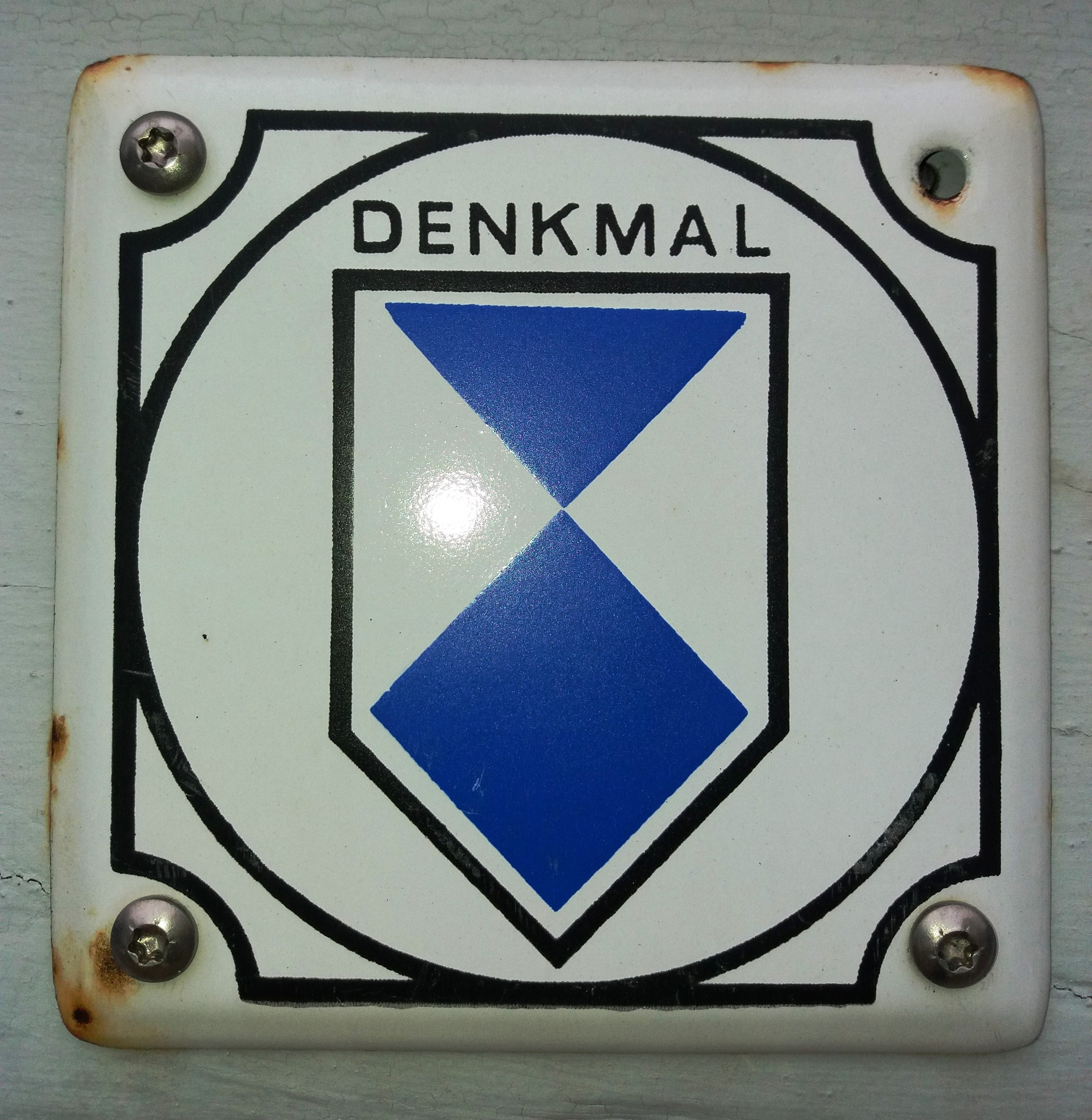
Plakette an der Hauswand eines Einzelkulturdenkmals in Schwerin, 2019

Das Denkmalschutzgesetz von Mecklenburg-Vorpommern ist eines der Denkmalschutzgesetze in Deutschland. Es stellt die Grundlage des Denkmalrechts in Mecklenburg-Vorpommern dar. Das ursprüngliche Gesetz von 1993 wurde neu gefasst und am 6. Januar 1998 im Gesetz- und Verordnungsblatt des Landes bekannt gemacht. Es wird mit der Abkürzung DSchG M-V zitiert.

## Aufgaben des Denkmalschutzes
Aufgabe von Denkmalschutz und Denkmalpflege ist es Kulturdenkmäler zu pflegen, zu schützen und wissenschaftlich zu erforschen sowie deren Wahrnehmung als geschichtliche Quelle in der Öffentlichkeit zu fördern.

## Organisation

### Denkmalschutzbehörden
Oberste Denkmalschutzbehörde ist das Ministerium für Bildung, Wissenschaft und Kultur des Landes Mecklenburg-Vorpommern. Seit 2006 besteht innerhalb des Ministeriums das Landesamt für Kultur und Denkmalpflege, das die bisher getrennten Behörden – Landesamt für Denkmalpflege und Landesamt für Bodendenkmalpflege – in einer Behörde zusammenfasst.
Untere Denkmalschutzbehörden sind die Landräte und (Ober-)Bürgermeister der Gemeinden und der kreisfreien Städte. Diese sind für den Vollzug des Denkmalschutzgesetzes zuständig. Die unteren Denkmalschutzbehörden führen Denkmallisten getrennt nach Bodendenkmalen, Baudenkmalen und beweglichen Denkmalen.

### Denkmalfachbehörde
Die Denkmalfachbehörde ist das Landesamt für Kultur und Denkmalpflege. Es berät die Denkmalschutzbehörden in denkmalfachlichen Fragen und unterstützt die Gemeinden, Landkreise und kreisfreien Städte. Es übernimmt folgende Aufgaben:
- Systematische Erfassung aller Denkmale
- Durchführung wissenschaftlicher Untersuchungen und Erforschungen sowie deren Veröffentlichung,
- Durchführung wissenschaftlicher Ausgrabungen, Bergung und Restaurierung von Bodendenkmalen
- Erfassung beweglicher Bodendenkmale
- Anleitung und Betreuung von Konservierung und Restaurierung von Denkmalen
- Vertretung denkmalfachlicher Interessen in Planungsverfahren

### Ehrenamtliche Denkmalpfleger
Das Gesetz bietet in der Tradition der Denkmalpflege der DDR die Möglichkeit, ehrenamtliche Denkmalpfleger zu ernennen. Diese werden vom Landesamt auf Vorschlag der unteren Denkmalschutzbehörden ernannt und sollen vor Ort die Behörden aufgrund ihrer Ortskenntnis beraten, denkmalschützerisch relevante Vorgänge beobachten und Kontakte zu Personen und Institutionen halten, die sich in diesem Bereich engagieren.

## Denkmale
Kulturdenkmäler Objekte im öffentlichen Interesse für erhalten und genutzt werden sollen, weil ein wissenschaftliches, geschichtliches, volkskundliches, künstlerisches oder städtebauliches Interesse dafür vorliegt. Mecklenburg-Vorpommern führt eine deklaratorische Denkmalliste, d. h. die Denkmalliste dient nur der Information, während die Denkmaleigenschaft unabhängig von der Eintragung, aufgrund der gesetzlich vorgegebenen Kriterien entsteht. Eigentümer und Kommune erhalten jedoch vor der Eintragung die Möglichkeit zu einer Stellungnahme.
Denkmäler werden nach dem Denkmalschutzgesetz von Mecklenburg-Vorpommern wie folgt unterschieden:

### Baudenkmale
Zu Baudenkmälern zählen alle baulichen Anlagen oder Teile von baulichen Anlagen. Ebenfalls dazu zählen Garten-, Friedhofs- und Parkanlagen sowie andere durch menschlichen Einfluss veränderte Landschaftsteile (Kulturlandschaft).

### Denkmalbereiche
Denkmalbereiche können ganze Stadtteile, -viertel, Siedlungen, Straßenzüge usw. sein. Im Denkmalbereich wird das äußere Erscheinungsbild eines Denkmals geschützt.

### Bodendenkmale
Zu den Bodendenkmalen zählen alle unbeweglichen und beweglichen Denkmale, die sich im Boden oder unter Wasser befinden oder aus dem Boden oder Gewässern stammen. Des Weiteren zählen hierzu Sachen, die Zeugnisse menschlichen, tierischen und pflanzlichen Lebens sind paläontologische Denkmäler sowie Verfärbungen und Veränderungen im Boden (Befund).

## Maßnahmen für Denkmale

### Erhaltungspflicht
Eigentümer, Besitzer und Unterhaltspflichtige von Denkmalen sind nach § 6 DSchG M-V verpflichtet, ihr Denkmal im Rahmen des Zumutbaren instand zu setzen und zu erhalten. Das Land, der Landkreis und die Gemeinde können nach Maßgabe ihrer Haushalte hierzu durch Zuwendungen beitragen.

### Genehmigungspflichtige Maßnahmen
Wer ein Denkmal beseitigen, verändern, an einen anderen Ort verbringen oder die bisherige Nutzung des Denkmals ändern will, muss sich dies genehmigen lassen. Gleiches gilt für Maßnahmen im Umfeld eines Denkmals (Umgebungsschutz), wenn diese das Erscheinungsbild oder die Substanz des Denkmales stark beeinträchtigen.
Eine Genehmigung wird erteilt – ggf. auch mit Auflagen –, wenn ein öffentliches Interesse an der Maßnahme besteht oder wenn die Maßnahme unter denkmalpflegerischen Aspekten erfolgt und keine sonstigen Gründe des Denkmalschutzes entgegenstehen. Zuständig hierfür sind die unteren Denkmalschutzbehörden, die im Einvernehmen mit der Denkmalfachbehörde darüber entscheiden.

### Fund von Bodendenkmalen
Beim zufälligen Fund von Bodendenkmalen muss der Entdecker, der Leiter der Arbeiten, bei denen der Fund gemacht wurde, der Grundstückseigentümer oder zufällige Zeugen die den Wert des Gegenstandes erkannt haben, den Fund unverzüglich der unteren Denkmalschutzbehörde melden. Diese leitet die Anzeige an die Denkmalfachbehörde weiter. Fund und Fundstelle müssen fünf Werktage bzw. eine Woche in unveränderten Zustand belassen werden. In diesem Zeitraum hat die Denkmalfachbehörde die Möglichkeit, die Fundstelle wissenschaftlich zu untersuchen und den Fund gegebenenfalls zu bergen. Die untere Denkmalschutzbehörde kann diese Frist im Rahmen des Zumutbaren verlängern, falls die Arbeiten der Denkmalfachbehörde dies erfordern. Die Denkmalfachbehörde oder die von ihr beauftragte untere Denkmalschutzbehörde ist dazu berechtigt, den Fund zu bergen und ihn für die wissenschaftliche Auswertung bis zu einem Jahr in Besitz zu nehmen.
In Mecklenburg-Vorpommern gibt es ein Schatzregal, d. h. bewegliche Denkmale, die herrenlos sind oder deren Besitzer nicht mehr zu ermitteln ist, sind Eigentum des Landes, falls diese bei staatlichen Nachforschungen entdeckt werden oder von herausragendem wissenschaftlichem Wert sind.

### Grabungsschutzgebiete
In Mecklenburg-Vorpommern gibt es ausgewiesene Grabungsschutzgebiete. Es handelt sich hierbei um Flächen, die aller Voraussicht nach ein Bodendenkmal enthalten. Die untere Denkmalschutzbehörde kann im Benehmen mit der zuständigen Gemeinde solche Flächen durch die Eintragung in die Denkmalliste zu Grabungsschutzgebieten erklären.